# ベツ×バラ
『ベツ×バラ』は、曙はるによる日本の4コマ漫画作品。芳文社の『まんがタイムスペシャル』にて、2008年5月号より2012年5月号まで連載。単行本は全3巻。
なお、2012年6月号より10月号まで後日談「その後のベツ×バラ」が掲載された。これは単行本には収録されず、懸賞小冊子としてまとめられた。

## ストーリー
お菓子のパッケージ会社「アマイ企画」に勤める主人公のたまきと、彼女にとって初めての後輩となる原田を中心に繰り広げられる話である。

## 登場人物
登場人物に関する紹介は、『ベツ×バラ』1巻の記述を元に作成した。また話数については、単行本の掲載順である。

### 主人公
別所たまき
「アマイ企画」の制作室に勤める入社2年目の社員で、現在20歳。制作室のエースとして、常にやる気満々で仕事に取り組んでいる。入社して初めての後輩となった原田に対しては、（原田が）敬語ではなくタメ口でたまきに対して話していることやセクハラに近い嫌味を言われることもあってよく突っ込みを入れている。甘味物が大好きで、仕事でストレスが溜まるとよく口にする事が多い。また酒は20歳になった最近になって飲み始めたが、飲み過ぎて酔い潰れることが多く、余り強くはないようである。
原田智哉
「アマイ企画」に入社した新入社員で営業担当。たまきより2歳年上の22歳で、会社では営業部に所属している。先輩となるたまきに対して敬語をあまり使わずタメ口で話すなど、一見すると敬意を払っていないように見えるため、たまきから突っ込みを入れられることが多いが、先輩として認識はしている模様。24話でたまきの沿線地域で一人暮らしを始めた。

### 「アマイ企画」の社員
唐井カナ
社長の娘で「アマイ企画」の元社員、25話で初登場した。旧姓は天井（あまい）。結婚を契機に寿退社していたが、倉庫部にヘルプで職場復帰した。バレエと新体操を習っていたこともあり、立ち振る舞いは優雅であるが、仕事については機械の取り扱いが苦手なため力仕事がメインである（ただし営業事務に携わっていたことはあり）。たまきのことは「たまちゃん」と呼び、お菓子のやりとりをするなど関係は良好である。
野沢
「アマイ企画」制作室室長。たまきが風邪で欠勤した時、期限が週末までの仕事を一人でこなすなど、仕事の能力は高い模様。
部長
本名は不明。原田や村田、土田の上司。
村田
ベテランの営業部社員。
土田
原田や村田と同じく、営業部の社員。
花沢・森川・草野
「アマイ企画」に勤務する年配の女性社員達。たまきは彼女たちと昼食を共にするなど仲が良い。

### たまきの家族
別所雷蔵・カツヨ
たまきの祖父と祖母。たまきは雷蔵とカツヨの家に同居している。

## 単行本
- 曙はる『ベツ×バラ』 芳文社〈まんがタイムコミックス〉、全3巻
  1. 2009年10月22日第1刷発行（2009年10月7日発売[4]）、ISBN 978-4-8322-6784-8
『まんがタイムスペシャル』2008年5月号 - 8月号、同年10月号 - 2009年10月号に掲載された作品および描き下ろしを掲載。
  2. 2011年2月22日第1刷発行（2011年2月7日発売[4]）、ISBN 978-4-8322-6934-7
『まんがタイムスペシャル』2009年11月号 - 2011年1月号に掲載された作品および描き下ろしを掲載。
  3. 2012年5月22日第1刷発行（2012年5月7日発売[4]）、ISBN 978-4-8322-5075-8
『まんがタイムスペシャル』2011年2月号 - 2012年5月号に掲載された作品および描き下ろしを掲載。